# Друг Крестьянина
Друг Крестьянина (рос. Друг Крестьянина) — селище в Лисковському районі Нижньогородської області Російської Федерації.
Населення становить 83 особи. Входить до складу муніципального утворення Леньковська сільрада.

## Історія
Від 2009 року входить до складу муніципального утворення Леньковська сільрада.

## Населення
| 2002 | 2010 |
| ---- | ---- |
| 143  | ↘83  |